# Reichserzkanzler
Die Ämter der Erzkanzler gehörten im Heiligen Römischen Reich zu den Erzämtern und waren den geistlichen Kurfürsten vorbehalten. Während die meisten Erzämter rein zeremonieller Natur waren, blieb die Position des Erzkanzlers für das „Reich der Deutschen“ (Regnum Teutonicum) bis zum Ende des Alten Reiches 1806 von politischer Bedeutung.

## Geschichte
Bereits seit 965 war das Amt des Erzkanzlers meist mit dem Erzbischof von Mainz verbunden. In der Goldenen Bulle von 1356 wurde dann die Verteilung der Erzämter verbindlich geregelt. Allerdings ist in der Goldenen Bulle von den Rechten, die mit der Erzkanzlerwürde einhergehen, keine Rede.
Die Ämter der Erzkanzler lagen in den Händen der drei geistlichen Kurfürsten. Der Erzbischof von Köln war Erzkanzler für „Reichsitalien“ (Archicancellarius per Italiam), der Erzbischof von Trier Erzkanzler für Burgund (Archicancellarius per Galliam) und der Erzbischof von Mainz war als Erzkanzler für „Germanien“ (Archicancellarius per Germaniam) für die deutschen Gebiete des Reiches zuständig. Auch schon vor der Etablierung des Kurfürstenkollegs hatten die Erzbischöfe diese Ämter inne.
Während die Ämter der Erzkanzler für Burgund und Italien bereits seit dem Mittelalter an Gewicht verloren, hatte der Erzkanzler für Germanien bis zum Ende des Reiches wichtige Funktionen und galt verfassungsrechtlich nach dem Kaiser als der zweite Mann des Reiches. Sein Stellvertreter war der Reichsvizekanzler.

## Funktionen in der frühen Neuzeit

### Königswahl
Nach dem Tod des Herrschers hatte der Erzkanzler für Germanien die Aufgabe, die Wahl eines neuen Königs oder Kaisers zu leiten. Er berief dazu die anderen Kurfürsten ein und legte den Sitzungsort und den Termin fest. Er übte damit neben den beiden Reichsvikaren eine Schlüsselrolle während der königs- oder kaiserlosen Zeit aus.

### Leiter der Reichshofkanzlei
Wenn auch vom Kaiser zeitweise bestritten, ernannte der Reichserzkanzler für Germanien das Personal der Reichshofkanzlei mit dem Reichsvizekanzler an der Spitze. Alle Schreiben des Kaisers in seiner Funktion als Oberhaupt des Reiches wurden von der Kanzlei ausgefertigt und vom Reichserzkanzler, dem Reichsvizekanzler oder von dazu ernannten Vertretern gegengezeichnet. Neben der Ausfertigung von Urkunden und der Bewältigung des offiziellen Schriftverkehrs bewahrte die Reichshofkanzlei das Reichssiegel und führte das Reichsarchiv in Form des Erzkanzlerarchivs. Auch der Erlass der Reichskanzleiordnungen fiel in den Kompetenzbereich des Erzkanzlers.

### Reichstagsdirektorium
Eine weitere wichtige Funktion des Reichserzkanzlers für Germanien war das Reichstagsdirektorium auf dem immerwährenden Reichstag seit 1663. Der Erzbischof von Mainz war damit stets der offizielle Leiter dieser Versammlung. Die Gesandten der Reichsstände hatten sich beim Erzkanzler zu legitimieren. Wer sich nicht angemeldet oder seine Vollmacht nicht in der Mainzer Kanzlei hinterlegt hatte, konnte Sitz und Stimme in den Kurien nicht geltend machen. Das Direktorium hatte zudem die kaiserlichen Propositionen, über die verhandelt werden sollte, per „Dictaturum“ den anderen Ständen mitzuteilen. Auch die Abstimmungsverfahren wurden vom Erzkanzler geleitet, die Ergebnisse zusammengefasst und als Reichstagsgutachten dem Prinzipalkommissar oder bei Anwesenheit dem Kaiser selbst überreicht.
Generell leitete der Mainzer Kurfürst in der herausgehobenen Funktion des Reichserzkanzlers neben dem Kaiser die Reichstage und besorgte die Geschäftsführung der Reichstage. Dazu führte seine Mainzer Kanzlei die Akten und Protokolle früherer Reichsversammlungen mit sich.
Im Kurfürstenrat leitete der Mainzer Kanzler oder ein Mainzer Rat, auch wenn der Kurfürst selbst anwesend war, die Verhandlungen.

### Weitere Funktionen
Zu weiteren wichtigen Funktionen gehörte die Leitung des Kurfürstenkollegiums. Der Erzkanzler für Germanien hatte auch das Recht, den Reichshofrat und das Reichskammergericht zu visitieren,
falsche Urteile aufzuheben und die Richter zu bestrafen, insbesondere wenn sie sich Verfehlungen wie Geschenkannahme oder Bevorzugung schuldig gemacht hatten.
Ferner hatte er die Schutzgerechtigkeit über die Reichspost sowie weitere Befugnisse.

## Erzkanzlerarchiv
Unter dem Reichserzkanzler als nominellen Vorstand der Reichshofkanzlei und beherrschender Gestalt der Reichsbürokratie entstand in Mainz noch früher als am Kaiserhof ein „Reichsarchiv“, das von der kurfürstlich mainzischen Kanzlei verwaltet wurde. Grundstock des Mainzer Erzkanzlerarchivs war das aus der zunehmend formalisierten, von der Mainzer Kanzlei betreuten Geschäftstätigkeit der Reichstage hervorgehende Schriftgut, das die Reichstagsakten und -Protokolle umfasste.
Aus der Stellung des Mainzer Kurfürsten als Erzkanzler und nomineller Vorstand der Reichshofkanzlei entstand auch in den Mainzer Kanzleien wichtiges Material zur inneren Organisation der Reichskanzlei (Reichskanzlei und Taxamt). Ähnliches gilt für das Reichskammergericht (Ernennung, Absetzung und Beurlaubung der Kanzleibeamten des Reichskammergerichts in Wetzlar), das aus der Aufsichtstätigkeit entstand.

## Überlieferung
Das Erzkanzlerarchiv wurde nach dem Reichsdeputationshauptschluss 1803 nur wenig beachtet. Es lagerte zunächst in Aschaffenburg und Frankfurt, ehe es 1852 teilweise nach Wien gebracht wurde, wo heute große Teile im Österreichischen Staatsarchiv aufbewahrt werden.